# Akira Kushida
Akira Kushida ou também chamado de Kussy (17 de outubro de 1946) é um cantor japonês, sendo intérprete de várias canções de tokusatsus e animes, como Jaspion, Jiraiya, Sharivan, Jiban, Dragon Ball Super entre outros. 

## Biografia
Em 1969, estreou no selo Toshiba EXPRESS em "Youthful Youth". Foi membro do grupo "Young 101" no programa musical "Stage 101" da NHK. Suas influências incluíam a soul music e R&B e o trabalho de artistas como o cantorNat King Cole e a banda The Temptations.
Em 1979, grava "Rollin 'Into The Night"para a versão japonesa da trilha sonora de Mad Max. A gravação chama a atenção de Michiaki Watanabe, responsável pelo tema de "Taiyou Sentai Sun Vulcan" em 1981.
Posteriormente, gravou os temas da série de Metal Hero "Uchuu Keiji Gyaban" e do anime "Kinnikuman, estabeleceu-se como cantor de anison.
Esteve no Brasil em julho de 2003 no evento Anime Friends junto com o também cantor Hironobu Kageyama e o ator Hiroshi Watari, retornou ao Brasil, desse vez no Rio de Janeiro, em Julho de 2005 para se apresentar adjunto a Takayuki Miyauchi no evento Anime Family. Compareceu em julho de 2007 no SANA em Fortaleza junto com o cantor Takayuki Miyauchi, permanecendo no Brasil para um show solo no evento mineiro Animinas. Voltou ao Brasil em 2008 ao lado de Takumi Tsutsui, ator que interpreta o personagem Jiraya, em São Paulo e no evento Super Anime World realizado em Porto Alegre.
Em 2006 eu formou uma nova banda "SHAFT". Em seguida, enquanto ainda na vanguarda como vocalista de anison, gravou canções inspiradas no R&B.
Em 2010, ele foi responsável pela voz de Oz Driver, que apareceu no tokusatsu "Kamen Rider OOO". Embora participe de trabalhos de tokusatsu desde a década de 1980, cantando músicas-tema e músicas de inserção, esta foi sua primeira aparição como dublador. Além disso, ele também participa do refrão da música de inserção.
Retornou a São Paulo em 2011 para apresentar um show no Anime Friends, permanece no pais temporariamente com outros grandes músicos japoneses em turnê pela América do Sul em agradecimento pelas doações para reconstrução das áreas afetadas pelo tsunami no mesmo ano.
Em 2018, em homenagem aos 30 anos de Jaspion no Brasil, gravou com Ricardo Cruz, Larissa Tassi e o arranjador Lucas Araújo, um medley com canções da trilha da série.
Em 23 de janeiro de 2024, foi anunciado que Akira foi hospitalizado devido a uma pancreatite aguda. Seis meses depois, em julho, ele relatou sua alta do hospital.

## Lista de canções de tokusatsus

### Taiyou Sentai Sun Vulcan (1981)
- Taiyou Sentai Sun Vulcan (Abertura)
- Bokura no Sun Vulcan
- Fight Sun Vulcan Robot
- Tatakae no Theme
- Tatakau Nakama Sun Vulcan
- Yume no Tsubasa wo
- Kokoro Wa Plasma (Encerramento 1)
- Ichi Tasu Ni Tasu Sun Vulcan (Encerramento 2)

### Uchuu Keiji Gyaban (1982)
- Uchuu Keiji Gyaban (Abertura)
- Hashire Gyaban
- Chase! Gyaban
- Denkou Sekka Gyaban -Disco Gyaban-
- Jouchaku se yo Gyaban
- Super Hero Wa Bokura no Gyaban
- Hoshizora no Message (Encerramento)

### Uchuu Keiji Sharivan (1983)
- Uchuu Keiji Sharivan (Abertura)
- Yeh! Sharivan (tema do Tanque Sharinguer)
- Son of sun ~ Taiyou no ko
- Spark! Sharivan (tema do Raio Solar)
- Chou Jigen Sentou Bokan Grand Bus (tema do Grand Bus)
- Tsuyosa wa Ai da (Encerramento)

### Uchuu Keiji Shaider (1984)
- Uchuu Keiji Shaider (Abertura)
- Aoi Inazuma
- Babirus-Gou no Uta
- Seigi no Hunter
- Shoketsu Shaider
- Hallo! Shaider (Encerramento)

### Kamen Rider ZX (1984)
- Dragon Road
- Forget Memories

### Kyoju Tokusou Jaspion (1985)
- Ginga no Taazan
- Powerful Fighter Jaspion
- Daileon

### Sekai Ninja Sen Jiraiya (1988)
- Sekai Ninja Sen Jiraiya (Abertura)
- Hikaru Kaze
- Jiraiya Sanjou
- Soko ni Paradise
- Sora Kara Hibiku Koe
- Unare Jikou Shinkuu Ken
- Yami no Kajin
- SHI NO BI '88 (Encerramento)

### Kidou Keiji Jiban (1989)
- Kidou Keiji Jiban (Abertura)
- Biolon Gundan Arawaru
- Goyo da!
- Hoero Jiban
- Jiban san Daimeka no Uta
- Perfect Jiban
- Ashita Yohou wa Itsu mo Hare (Encerramento)

### Hyakujuu Sentai Gaoranger (2001)
- Alone Wolf (Gin No Senshi) (Tema de GaoSilver)

### Ninpu Sentai Hurricanger (2002)
- Wind and Thunder

### Bakuryuu Sentai Abaranger (2003)
- Abare Spirit Forever
- Kibun wa Max!
- We Are The ONE ~bokura wa hitotsu~ (Encerramento)

### Shin Kenjushi France Five (2004)
- Shin Kenjushi France Five (Abertura)

### Mahou Sentai Magiranger (2005)
- Song For Magitopia

### Speed Phantom (2005)
- GO! GO! Speed Phantom (Abertura)

### Gougou Sentai Boukenger (2006)
- FLY OUT! ULTIMATE DAIBOUKEN
- Densetsu (Encerramento)

### Lion-Maru G (2006)
- Kaze yo Hikari yo (Abertura)
- Lion-Maru no Ballade Rock

### Juuken Sentai Gekiranger (2007)
- Osu! GekiChopper! (Tema do GekiChopper)

### Engine Sentai Go-onger (2008)
- G12! Checker Flag

### Samurai Sentai Shinkenger (2009)
- Samurai Gattai! ShinkenOh (Tema do mecha Samurai Gattai ShinkenOh)

### Tensou Sentai Goseiger (2010)
- Festival

### Kamen Rider OOO (2010)
- POWER to TEARER (tema da forma Putotyra de Kamen Rider OOO) (com participação de Shu Watanabe)

### Kaizoku Sentai Gokaiger (2010)
- JUMP (Tema de filme) (com participação de Tsuyoshi Matsubara)

### Zyuden Sentai Kyoryuger (2013)
- Yuuki Bakuretsu (Tema do mecha Zyunderyu Plezuon) (com participação de Mayumi Gojo)
- KA.MI.TSU.KE

### Ressha Sentai ToQger
- Shushu Poppo ToQger
- Ressha Sentai ToQger Safari (Tema do filme Ressha Sentai ToQger the Movie: Galaxy Line SOS) (com participação de Mitsuko Horie)

### Kaitou Sentai Lupinranger VS Keisatsu Sentai Patranger
- Ganglers Paradise

### Mashin Sentai Kiramager (2020)
- Mashin Gattai Kiramazin (Tema do mecha Mashin Gattai Kiramazin)

### Kikai Sentai Zenkaiger (2021)
- Dial Mawase! Zenryoku ZenkaiOh (Tema do mecha Kikai Gattai ZenkaiOh)

## Lista de canções de animes
- "Shippū Xabungle" (疾風ザブングル, Shippū Zabunguru, Combat Mecha Xabungle OP/1982)
- "Kawaita Daichi" (乾いた大地, Combat Mecha Xabungle ED/1982)
- "Kinnikuman Go Fight!" (キン肉マンGo Fight!, Kinnikuman First OP/1983)
- "Niku 2x9 Rock n' Roll" (肉・2×9Rock'n Roll, Niku Niku Rock'n Roll, Kinnikuman First ED/1983)
- "Honō no Kinnikuman" (炎のキン肉マン, Kinnikuman Second OP/1984)
- "Kinnikuman Sensation" (キン肉マン旋風(センセーション), Kinnikuman Sensēshon, Kinnikuman Final OP/1986)
- "KA・BU・TO" (Karasu Tengu Kabuto OP/1990)
- "Shinkon Gattai Godannar!!" (神魂合体ゴーダンナー!!, Shinkon Gattai Gōdannā!!, Godannar OP/2003)
- "Waga Na wa Godannar" (我が名はゴーダンナー, Waga Na wa Gōdannā, Godannar Second Season ED/2004)
- "Live Change Shiyou!" (ライブチェンジしよう!, Raibu Chenji Shiyou!, Live-On Cardliver Kakeru ED/2008)
- "Guts Guts!!" ([Toriko First OP/2011] Erro: {{japonês}}: o texto tem marcação itálica (ajuda))
- "Go Shock My Way!!" ([Toriko Second OP/2013] Erro: {{japonês}}: o texto tem marcação itálica (ajuda))
- "Ore ka Omae ka Genkai Battle!!" (オレカ オマエカ 限界バトル!!, Oreca Battle OP/2014)
- "Ikken Rakuchaku Goyoujin (一件落着ゴ用心, Akiba's Trip: The Animation OP/2017)
- "Kyūkyoku no Battle" (究極の聖戦, Kyūkyoku no Batoru, Dragon Ball Super IS/2017)